# Гаррель, Филипп
Филипп Гаррель (фр. Philippe Garrel; род. 6 апреля 1948[…], Булонь-Бийанкур, Сена, Франция) — французский актёр, кинорежиссёр, сценарист, продюсер.

## Биография
Сын актёра Мориса Гарреля. В 1969—1979 годах его спутницей и музой была певица и актриса Нико, он снял её в семи фильмах и после её смерти сохранил память о ней на долгие годы. Работал с актерами Джин Сиберг, Катрин Денёв, Жан-Пьером Лео, Лу Кастелем, Луи Гаррелем, операторами Раулем Кутаром и Вильямом Любчанским.
Сильнейшее влияние на его творчество, по словам самого режиссёра, оказали Энди Уорхол и Жан-Люк Годар.

## Семья
Первая жена — актриса Брижит Си (род. 1956). Дети от этого брака — актёры Луи Гаррель и Эстер Гаррель.
Вторая жена — актриса Каролин Деруас (фр. Caroline Deruas, род. 1978).

## Фильмография
- 1964: Рассорившиеся дети/ Les Enfants désaccordés (короткометражный)
- 1967: Мари на память/ Marie pour mémoire
- 1968: Разоблачитель/ Le Révélateur
- 1969: Девственное ложе/ Le Lit de la vierge
- 1972: Внутренняя рана/ La Cicatrice intérieure
- 1974: Высокое уединение/ Les Hautes solitudes (биографический фильм о Джин Сиберг)
- 1976: Хрустальная колыбель/ Le Berceau de cristal
- 1978: Путешествие к саду усопших/ Voyage au jardin des morts (короткометражный)
- 1979: Голубые истоки/ Le Bleu des origines
- 1979: Тайный ребёнок/ L’Enfant secret (Премия Жана Виго)
- 1983: Свобода, ночь/ Liberté, la nuit (премия Каннского МКФ Перспективы кино)
- 1985: Она провела столько времени в свете софитов…/ Elle a passé tant d’heures sous les sunlights…
- 1989: Спасительные поцелуи/ Les Baisers de secours
- 1991: Я больше не слышу гитары/ J’entends plus la guitare (Серебряный лев Венецианского МКФ)
- 1993: Рождение любви/ La Naissance de l’amour
- 1996: Сердце призрака/ Le Cœur fantôme
- 1999: Ветер в ночи/ Le Vent de la nuit
- 2001: Дикая невинность/ Sauvage innocence (премия ФИПРЕССИ Венецианского МКФ)
- 2005: Постоянные любовники/ Les Amants réguliers (Серебряный лев Венецианского МКФ, премия братьев Люмьер за режиссуру, премия Луи Деллюка)
- 2008: Граница рассвета/ La Frontière de l’aube (номинация на Золотую пальмовую ветвь Каннского МКФ)
- 2011: То лето страсти/ Un été brûlant
- 2013: Ревность/ La Jalousie
- 2015: В тени женщин / L’Ombre des femmes
- 2017: Любовник на день / L’Amant d’un jour
- 2023: Большая колесница / Le Grand Chariot («Серебряный медведь» за лучшую режиссуру Берлинского МКФ)